# Ludwig von Höhnel
Ludwig Ritter von Höhnel (Preßburg, 6. kolovoza 1857. – Beč, 23. ožujka 1942.), austrijski mornarički časnik, istraživač Afrike i geograf.
Von Höhnel je napisao autobiografiju čije središte je smjestio u turbulentne godine prije pada Austro-Ugarske Monarhije, pruživši uvid u afričku ekspediciju, austro-ugarsku ratnu mornaricu i habsburški dvor.